# جان یانسن
جان یانسن (انگلیسی: Johan Jansson؛ ۱۸ ژوئیه ۱۸۹۲ – ۱۰ اکتبر ۱۹۴۳ (aged 51)) ورزشکار شیرجه اهل سوئد بود.
وی در مسابقات کشوری و بین‌المللی در مجموع برندهٔ ۱ مدال نقره، ۲ مدال برنز شده‌است.